# Valerie Kaplanová
Valerie Kaplanová (12. září 1917 Hlinsko – 12. května 1999 Pardubice) byla česká filmová a divadelní herečka.

## Život

### Počátky
Narodila se v Hlinsku, dětství ale díky svému otci strávila ve Vídni. Studovala rodinnou školu a stala se sekretářkou. Poté začala působit v divadelním spolku Živé jeviště, v roce 1930 vystoupila na jevišti Městského divadla na Král. Vinohradech ve scénickém pásmu Úkazy našich dějin.

### Kariéra
Poprvé se objevila před kamerou v roce 1951 ve filmu Pionýr. Mezi její nejznámější role patří např. postava průvodkyně ve snímku Jára Cimrman ležící, spící či role poblázněné babičky ve filmech Slunce, seno a pár facek a Slunce, seno, erotika.
Vidět jsme ji mohli v snímcích jako Honza málem králem či Nejasná zpráva o konci světa, spolupracovala též se zahraničními filmovými produkcemi.
Věnovala se také divadlu. První profesionální angažmá nastoupila v Liberci (1945–1948), následně prošla divadly v Karlových Varech (1948–1949, 1952–1961), Brně (1949–1950), Gottwaldově (1950–1952), od roku 1961 až do svého skonu byla členkou Východočeského divadla v Pardubicích. Úspěšně hostovala v pražském Divadle Na zábradlí v inscenacích Naši Naši furianti (1994), Maryša, po pravdě však Mařka (1996) a Ivanov (1997).
Proslavila se také jako „Bába Tutovka“ v televizní soutěži Tutovka.

### Úmrtí
Valerie Kaplanová zemřela 12. května 1999 v Pardubicích. Pohřbena byla nedaleko krematoria na městském Centrálním hřbitově.

## Filmografie

### Filmy
- 1951 – Pionýr
- 1967 – Noc nevěsty
- 1968 – Ohlédnutí
- 1971 – Svědectví mrtvých očí
- 1972 – ...a pozdravuj vlaštovky
- 1975 – Škaredá dědina
- 1977 – Honza málem králem, Vítězný lid
- 1978 – Kočičí princ
- 1979 – Lásky mezi kapkami deště, Tchán
- 1981 - Prázdniny pro psa
- 1982 – Kouzelné dobrodružství
- 1983 – Jára Cimrman ležící, spící
- 1984 – Druhý tah pěšcem, Noc smaragdového měsíce, Oldřich a Božena, Poklad hraběte Chamaré, Rozpuštěný a vypuštěný
- 1985 – Kvílení vlkodlaků II, Perinbaba
- 1986 – Krajina s nábytkem
- 1987 – Pehavý Max a strašidlá
- 1988 – Piloti, Prokletí domu Hajnů, The Raggedy Rawney, Sedm hladových
- 1989 – Něžný barbar, Slunce, seno a pár facek
- 1990 – Pražákům, těm je hej
- 1991 – Slunce, seno, erotika
- 1992 – Helimadoe
- 1993 – Proces
- 1994 – Giorgino, Nexus, Vekslák aneb Staré zlaté časy
- 1995 – Artuš, Merlin a Prchlíci, Malostranské humoresky, Mutters Courage
- 1997 – Nejasná zpráva o konci světa, Výchova dívek v Čechách
- 1998 – Šmankote, babičko, čaruj!

### Televizní filmy
- 1989 – Chodník cez Dunaj, Naděje má hluboké dno
- 1990 – Takmer ružový príbeh
- 1991 – Honorární konzul, Pilát Pontský, onoho dne
- 1992 – Od rána do úsvitu
- 1993 – Maigret a vzpurní svědkové
- 1995 – La Casa rosa
- 1997 – Sedm a jedna noc
- 1998 – Krupice

### Seriály
- 1974 – 30 případů majora Zemana
- 1975 – Des Christoffel von Grimmelshausen abenteuerlicher Simplicissimus
- 1980 – Moje kone vrané
- 1985 – Černá země
- 1987 – Teta
- 1989 – Dobrodružství kriminalistiky
- 1993 – Arabela se vrací aneb Rumburak králem Říše pohádek
- 2012 – Nejlepší Bakaláři